# The Jacket
The Jacket (conocida en Hispanoamérica como Regresiones de un muerto) es una película de John Maybury producida en 2004 y estrenada en 2005.
Massy Tadjedin escribió el guion basándose en una historia de Tom Bleecker y Marc Rocco, quienes se basaron en la novela The jacket (1915), de Jack London (1876-1916), en el que una persona experimentaba viajes en el tiempo extracorpóreos mientras se encontraba atada con una camisa de fuerza. La novela fue publicada en Reino Unido con el nombre The jacket y en EE. UU. con el nombre The star rover (el vagabundo de las estrellas). El director Maybury ha comentado que esta película está basada libremente en una historia real que se convirtió en una novela de Jack London. (La historia real es la de un tal Ed Morrell, que le contó a London acerca del uso inhumano que se les daba a los chalecos de fuerza en la cárcel de San Quintín).

## Sinopsis
Jack Starks es un veterano de la Guerra del Golfo (1990-1991) quien regresa amnésico a su natal estado de Vermont después de recuperarse de un tiro en la cabeza. Termina acusado de haber asesinado a un policía. Es recluido en un hospital psiquiátrico por padecer un trastorno delirante. El doctor Thomas Becker trata a Jack con drogas experimentales inyectadas en su cuerpo, como parte de una investigación para un nuevo tipo de tratamiento. Inmovilizado con una camisa de fuerza, Jack constantemente es confinado por largo tiempo en una gaveta para cadáveres, en la morgue que se encuentra en el sótano de la clínica psiquiátrica en la que está internado. Completamente drogado, la mente de Jack tiene alucinaciones sobre el futuro, se encuentra en el 2007 con la joven Jackie Price, a quien había conocido cuando era niña. Ella le ayuda a descubrir las circunstancias de la muerte de él en 1993.

## Reparto
- Adrien Brody, como Jack Starks.
- Keira Knightley como Jackie Price.
- Laura Marano como Jackie Price cuando era niña.
- Kris Kristofferson como el Dr. Becker.
- Jennifer Jason Leigh como la Dra. Lorenson.
- Daniel Craig como el enfermo psiquiátrico Rudy Mackenzie.
- Kelly Lynch como la madre de Jackie Price.
- Brad Renfro (1982-2008) como el desconocido que lleva a Starks en la ruta nevada.
- Steven Mackintosh como el Dr. Hopkins.
- Brendan Coyle como Damon.
- Mackenzie Phillips como la enfermera Hardling.
- Jason Lewis como el oficial de policía Harrison.
- Richard Dillane como el capitán Medley.

## Citas

### Jack Starks
- A veces creo que vivimos las cosas sólo para poder decir que sucedieron, que no le sucedió a otro, me sucedió a mí.
- A veces la vida sólo puede comenzar de verdad al saber que todo puede terminar aun cuando menos lo quieras.
- Lo importante de la vida es creer que mientras estés vivo, nunca es tarde.
- No importa cuán malo parezca todo, las cosas se ven mejor al estar despierto que dormido.

- Datos: Q465607